# Американське Самоа (національний парк)
Національний парк Американського Самоа — національний парк Сполучених Штатів, розташований на території Американського Самоа, на чотирьох островах: Тутуїла, Офу, Олосега і Тау. Парк зберігає та охороняє коралові рифи, тропічні ліси, фруктових кажанів і культуру Самоа. Популярні види відпочинку включають піші прогулянки та снорклінг. З 8,257 акра (3,341 га), 2,500 акра (1,012 га) це коралові рифи та океан. Парк є єдиним американським підрозділом Служби національних парків на південь від екватора.

## Історія
У 1984 році, на прохання Асоціації охоронців кажанів і доктора Пола Кокса, делегат Фофо Іосефа Фіті Сунія представив законопроєкт про включення Американського Самоа до Федерального закону про відновлення риби та дикої природи. Мета законопроєкту полягала в тому, щоб захистити середовище існування летючої лисиці, а також для захисту старого тропічного лісу. Законопроєкт ознаменував початок входження Американського Самоа до системи національних парків США. Служба національних парків почала роботу зі створення національного парку в липні 1987 року.
Національний парк Американського Самоа було засновано 31 жовтня 1988 року публічним законом 100—571, але NPS не зміг купити землю через традиційну общинну земельну систему. Це було вирішено 10 вересня 1993 року, коли Служба національних парків уклала 50-річну оренду землі парку з сільськими радами Самоа. У 2002 році Конгрес схвалив тридцятивідсоткове розширення островів Олосега та Офу.
У вересні 2009 року землетрус і цунамі викликало кілька великих хвиль, що призвело до 34 підтверджених смертей, більше сотні поранених і руйнування близько 200 будинків і підприємств. Парк зазнав значних пошкоджень. Центр для відвідувачів і головний офіс були зруйновані, але було повідомлено лише про одного пораненого серед персоналу NPS і волонтерів.

## Тутуїла
Частина парку Тутуїла лежить на північній частині острова поблизу Паго-Паго. Його відділяє гора Алава (1 610 футів (490 м)) і хребет Маугалоа і охоплює долину Амалау, Креггі-Пойнт, бухту Тафеу та острови Пола і Манофа. Він складається з 2500 акрів землі (3,9 квадратної милі) і 1200 акрів морських вод.
Це єдина частина парку, доступна на автомобілі, і приваблює переважну більшість відвідувачів цього району. Територія парку включає стежку до вершини гори Алава та історичні вогнища Другої світової війни на Брейкерс-Пойнт і Блантс-Пойнт. Стежка пролягає вздовж хребта в густому лісі, на північ від якого суша круто спускається до океану.

## Група островів Мануа

### Одиниця Офу

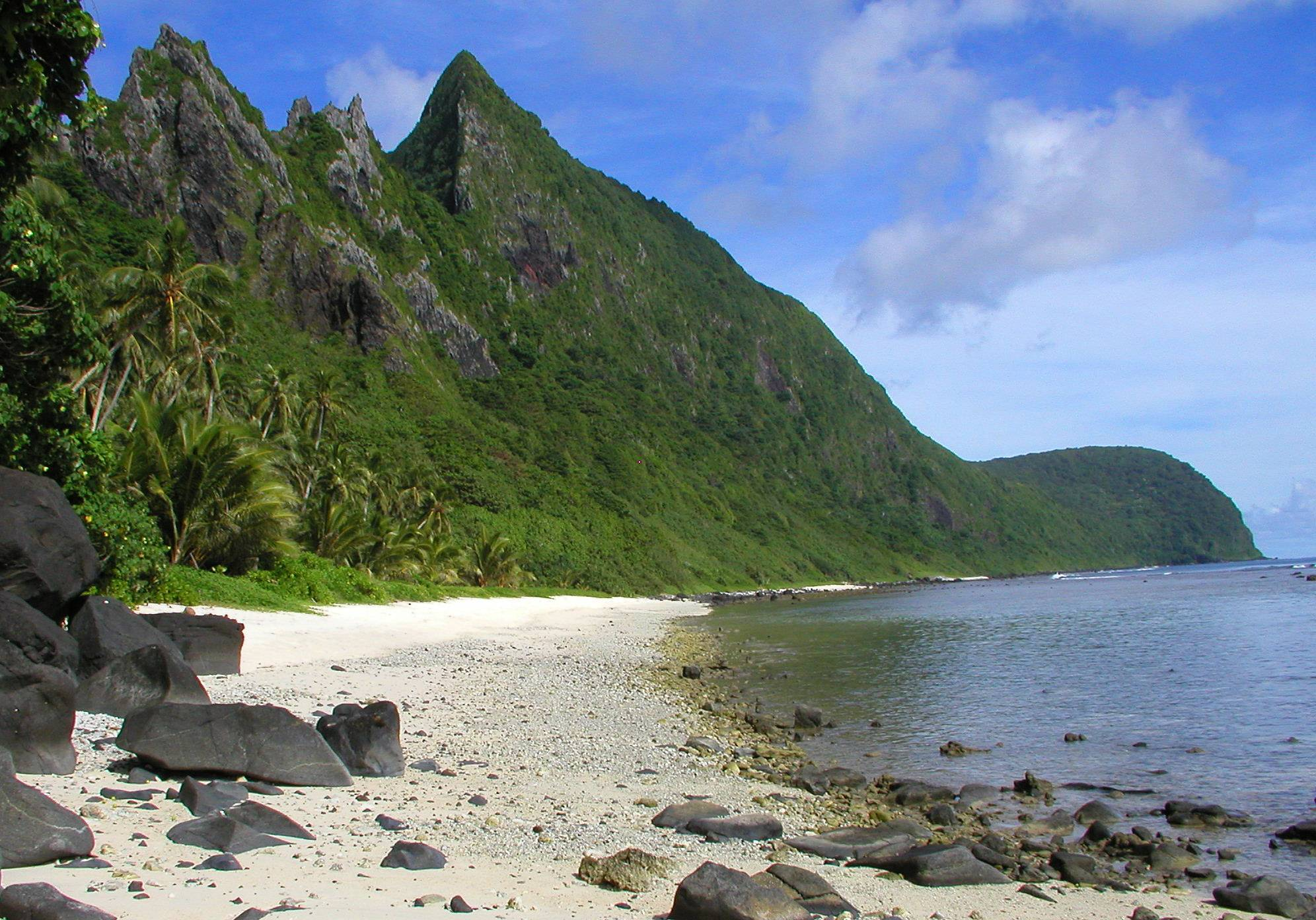
Пляж Офу

Одиниця Офу, що складається з двох миль Офу-Біч і Сунуітао Пік, є найменшим із трьох паркових одиниць (70 акрів землі, 400 акрів морських вод), хоча більшість відвідувачів, які там були, вважають його найпривабливішим. До острова Офу можна дістатися на невеликих рибальських човнах з острова Тау, які не є дуже надійним транспортним засобом, а також рейсами з Паго-Паго, які здійснюють рейси раз на два тижні. Помешкання доступне на Офу.

### Одиниця Тау
Маючи 3700 акрів (21 квадратний кілометр, 8,3 квадратної милі) землі та 1100 акрів прибережних вод, одиниця Тау є найбільшою та найдикішою з трьох паркових одиниць, а також включає найвищу точку Американського Самоа, Лату. Гора висотою 3170 футів (970 м). До острова Та'у можна дістатися рейсом з Тутуїли до Фіті'ути село на Тау. Помешкання доступне на Тау. Стежка пролягає від Сауа навколо Сіу-Пойнт до південного узбережжя. Колись була стежка до 3,170-фута (0,966 м) вершина гори Лата, але вона заросла і непрохідна без роботи мачете. Є повідомлення, що Служба національних парків планує відновити стежку, починаючи з червня 2024 року.

## Біорізноманіття
Через віддалене розташування різноманітність серед наземних видів низька. Приблизно 30 % рослин і один вид птахів (самоанський шпак) є ендеміками архіпелагу.

### Тваринний світ

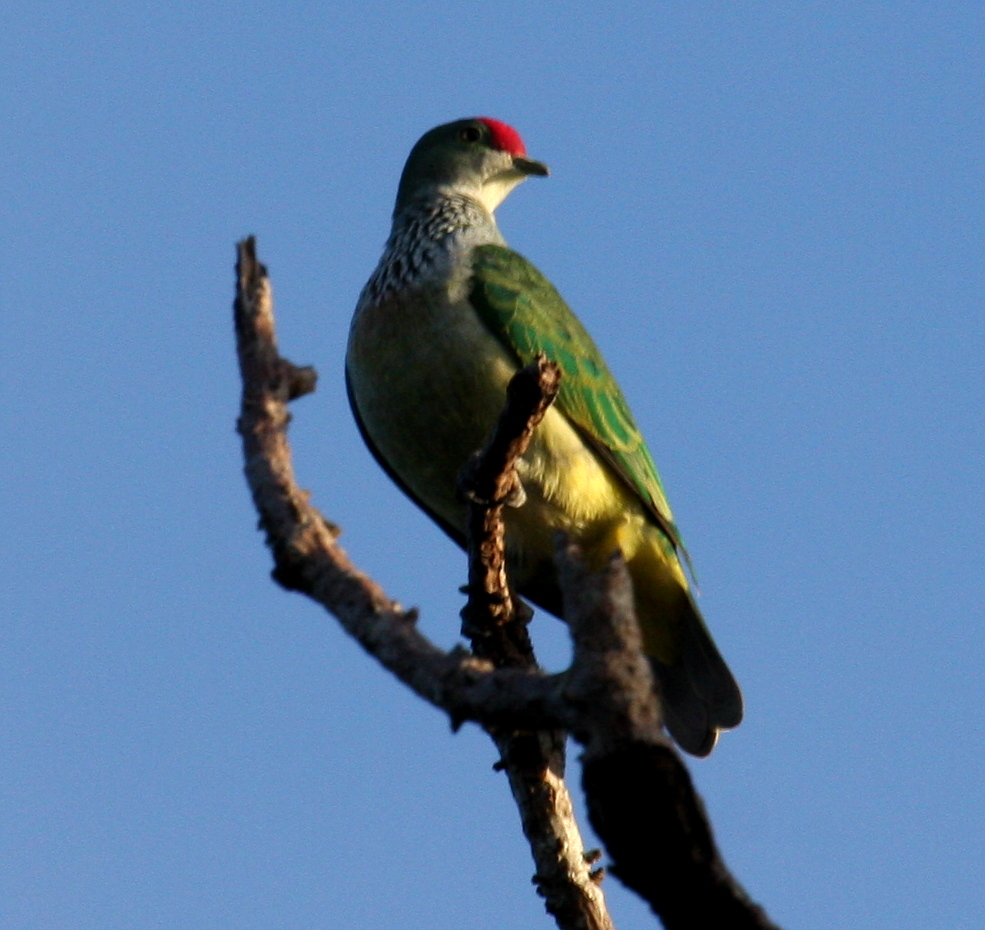
У парку знайдено різнокольорову фруктову голубку.

Три види кажанів є єдиними місцевими ссавцями: два великих плодових кажани (самоанська летюча лисиця та білогола летюча лисиця) і маленький комахоїдний, тихоокеанський піхвохвостий. Вони відіграють важливу роль у запиленні рослин острова. Кажан був майже знищений циклоном Вал у 1991 році та, можливо, через деякий час вимер на місцевості. Відомо, що на острові мешкають чотири рептилії: гекон Океанії та три види сцинків (крапчастий зміїноокий сцинк (Cryptoblepharus poecilopleurus), мікронезійський сцинк (Emoia adspersa) і оливковий малолускоподібний сцинк (Emoia lawesii)). Крім того, є 8 рептилій, інтродукованих із поселенням у Полінезії: п'ять видів сцинків (сцинк з мідним хвостом (Emoia cyanura), сцинк з блакитним хвостом (Emoia impar), чорний сцинк емо (Emoia nigra), сцинк із Самоа (Emoia samoensis) і міль сцинк (Ornithuroscincus noctua)), два види геконів (тихоокеанський тонкопалий гекон (Nactus pelagicus) і траурний гекон) і тихоокеанський удав (зараз трапляється лише на Тау).
Є три рептилії, завезені в сучасну (після 18-го століття) епоху: пенькопалий гекон, звичайний домашній гекон і брамінська сліпа змія (тільки на Тутуїлі).
Серед ссавців полінезійськими інтродукціями є полінезійські щури, свині та собаки, а сучасними інтродукціями є коти, чорні щури, бурі щури та домашні миші. Крім того, єдина відома амфібія на острові, очеретяна жаба також є сучасною інтродукцією, але трапляється лише на Тутуїлі.
Є кілька видів птахів, серед них переважають плетений медоїд, самоанський шпак та тихоокеанський голуб. Серед інших незвичайних птахів — таїтянський буревісник, чистий крак і рідкісний (у цій місцевості) різнокольоровий фруктовий голуб.
Головна роль парку полягає в контролі та знищенні інвазивних видів рослин і тварин, таких як дикі свині, які загрожують екосистемі парку.

### Флора
Острови здебільшого вкриті вологими тропічними лісами, включно з хмарними лісами на Тау та низинними грядовими лісами на Тутуїлі. Більшість рослин потрапили випадково з Південно-Східної Азії. Тут росте 343 квіткові рослини, 135 папоротей і близько 30 % є ендемічними видами рослин.

### Море
Навколишні води наповнені розмаїттям морського життя, включаючи морських черепах, горбатих китів, понад 950 видів риб і понад 250 видів коралів. Деякі з найбільших нині живих коралових колоній (Поріт) у світі знаходяться на острові Тау.

## Геологія

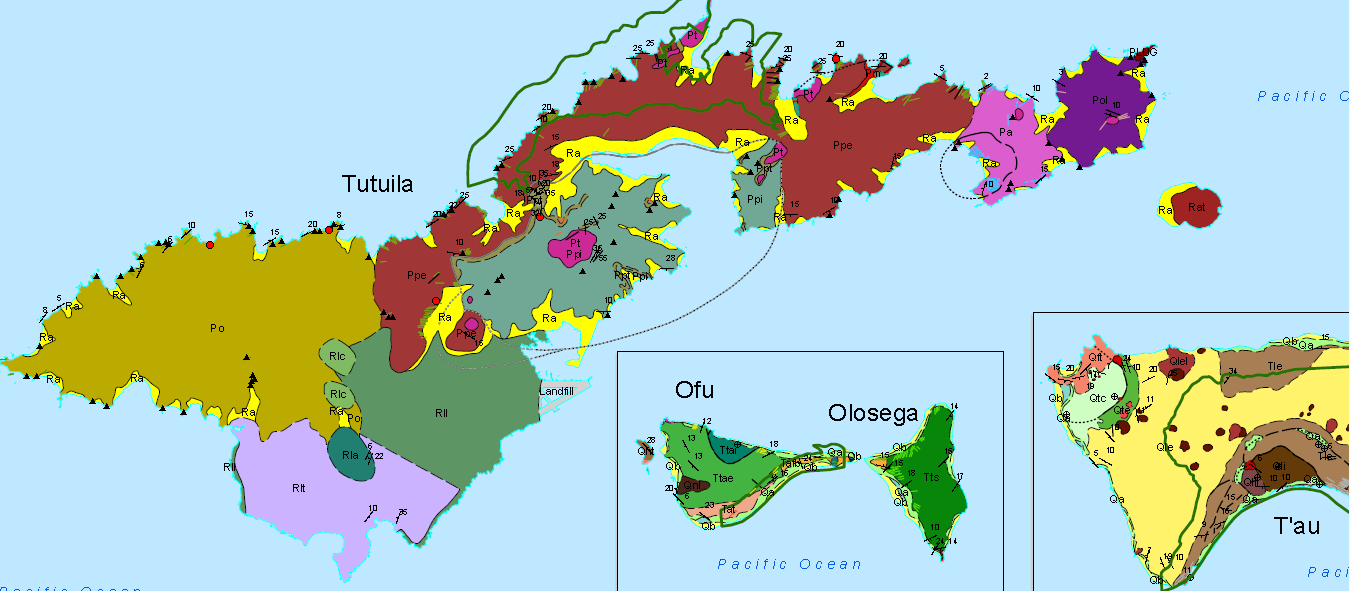
Геологічна карта Самоа з позначеними серіями вулканів (клацніть зображення, щоб збільшити)

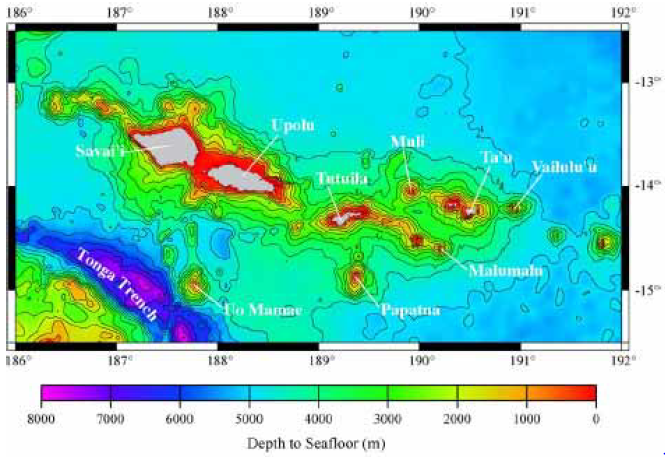
Самоанська батиметрія

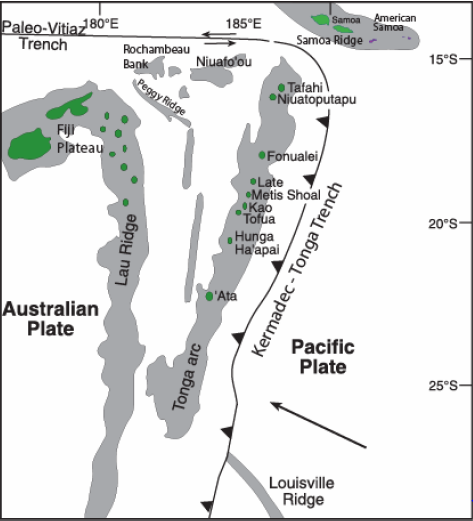
Тектонічна обстановка Самоа

Вулканічні острови Самоа, які домінують над територією національного парку, складаються з щитових вулканів, які виникли з гарячої точки на Тихоокеанській плиті, з'являючись послідовно із заходу на схід. Тутулія, найбільший і найстаріший острів, ймовірно, походить з епохи пліоцену, приблизно 1,24-1,4 мільйона років тому, тоді як менші острови, швидше за все, мають вік голоцену.
Острови складаються не з окремих вулканів, а з накладених один на одного щитових вулканів, утворених потоками базальтової лави. Значна частина виверженої лави відтоді розпалася на кутасті фрагменти, відомі як брекчія. Вулкани виникли внаслідок вторгнення базальтових дамб із рифтової зони на дні океану під час епохи пліоцену та були сильно ерозовані під час епох пліоцену та раннього плейстоцену, залишивши після себе трахітові пробки та відкриті відслонення вулканічного туфу по всьому парку. є залишками єдиного базальтового вулкана, 4 милі (6,4 км) з півночі на південь і 6 миль (9,7 км) зі сходу на захід, які утворилися в пліоцені до раннього плейстоцену. Залишки однієї половини кальдери, водоймисті потоки, утворюють північну центральну частину Офу. Найкрутіші скелі, 600 футів (180 м) високі, розташовані на цьому північному узбережжі. Група островів Офу-Олосега утворилася вздовж того ж рифту, що простягається на північ. Залишки кальдери Тау лежать на південному узбережжі. 2000-футів (610 м) скеля позначає північний берег цього острова уступів у світі.
Хоча на островах Самоа протягом багатьох років не виявлено ознак вулканізму, гаряча точка Самоа під островами й далі подає ознаки активності, у 1973 році на схід від Американського Самоа виявлено підводне виверження. Підводна гора Ваїлулу'у на схід від Тау, — це майбутній острів Самоа, що розвивається з підводних потоків лави, продовжуючи прогрес вулканічного розвитку на схід від гарячої точки під островами. Потоки лави, що утворюють підводну гору, були датовані радіометричними методами від 5 до 50 років, за цей час підводна гора піднялася на 14 764 фути над океанським дном.
Існують докази минулих підводних і поверхневих зсувів внаслідок вивітрювання та інших форм ерозії скель і ґрунту, що утворюють острови. На острові Тау внутрішній уступ, відомий як лава Лю (характеристика масового спустошення), загрожує впасти в сусідній океан, подія, яка може спричинити цунамі, достатньо сильне, щоб спустошити острови Фіджі на південному сході.
Олівінові базальти були екструдовані з рифтової зони пн. 70° сх.д., орієнтованої вздовж нинішніх заток Афоно та Масефай Тутуїла, у пліоцені або ранньому плейстоцені. Дайковий комплекс Масефау та осипні брекчії є залишками цього рифтингу. Розвиток щитових куполів Тапутапу, Паго, Алофау та Оломоана слідував за довгими паралельними тріщинами, але коли вершини Паго та Алофау обрушилися, утворилися кальдери. Товсті туфи відкладалися в кальдері Паго, а південний край був похований лавами, що складаються з пікритових базальтів, андезитів і трахітів. Подальша ерозія в період раннього та середнього плейстоцену збільшила кальдери, зокрема річка Паго вирізала глибокий каньйон, попередник сучасної затоки Паго-Паго. Підводний шельф утворився внаслідок ерозійного стоку, що сприяло розвитку коралових рифів до того, як острів занурився на 600 футів (180 м) до 2 000 футів (610 м). Коливання рівня моря тривали в середньому та пізньому плейстоцені. Утворився бар'єрний риф, який був занурений на глибину 200 футів (61 м), перш ніж вийти на 50 футів (15 м), залишаючи морські печери над рівнем моря. Нещодавно відбулося виверження вулканів Леоне, утворюючи під водою туфові конуси, такі як острів Аунуу, і шлакові конуси на суші. Потоки пахоехо поховали підводний бар'єрний риф, збільшивши острів на 8 квадратних миль (21 км2). Відтоді острів піднявся ще на 5 футів (1,5 м).
Офу та Олосега є залишками одного базальтового вулкана, 4 милі (6,4 км) з півночі на південь і 6 миль (9,7 км) зі сходу на захід, який утворився в пліоцені до раннього плейстоцену. Залишки однієї половини кальдери, водоймисті потоки, утворюють північну центральну частину Офу. Найкрутіші скелі заввишки 600 футів (180 м) лежать на цьому північному узбережжі. Група островів Офу-Олосега утворилася вздовж того ж рифту, що простягається на північ. 70° з.д., який утворив Та’у, ще один єдиний базальтовий купол. Залишки кальдери Тау є на південному узбережжі. Скеля заввишки 2000 футів (610 м) позначає північне узбережжя цього острова.:1313–1318
Уполу утворився як витягнутий базальтовий щитовий вулкан внаслідок пізнього третинного до пізнього пліоценового рифтингу вздовж напряму S. 70° E. Залишки цих вивержень виявлені у вигляді інлієрів і монадноків, що утворюють гору Тафатафао, гору Ваайфету та гору Шпіцер. Вулканічна активність відновилася в середньому плейстоцені вздовж того самого рифтового напряму, з олівіновим базальтовим пахоехо і аа, що течуть на північ і південь від точки 8 миль (13 км) на захід від центру острова. Плейстоценові шлакові конуси, спрямовані на схід і захід, розташовані вздовж центральної осі острова. Саваї лежить вздовж того самого рифтового напрямку, його поверхня позначена четвертинними потоками лави. Зразки становлять олівінове базальтове пахоехое, яке виникло з гори Матавану з 1905 по 1911 рік, і ланцюг бризкових конусів Мауга-Афі 1902 року.:1318–1328

## Загрози
Коралові рифи перебувають під значною загрозою через підвищення температури океану та концентрації вуглекислого газу, а також підвищення рівня моря. Внаслідок цих та інших стресів корали, які утворюють рифи, за прогнозами, будуть втрачені до середини століття, якщо концентрація вуглекислого газу й двлі зростатиме з поточною швидкістю.

## 2020 квартал Американського Самоа

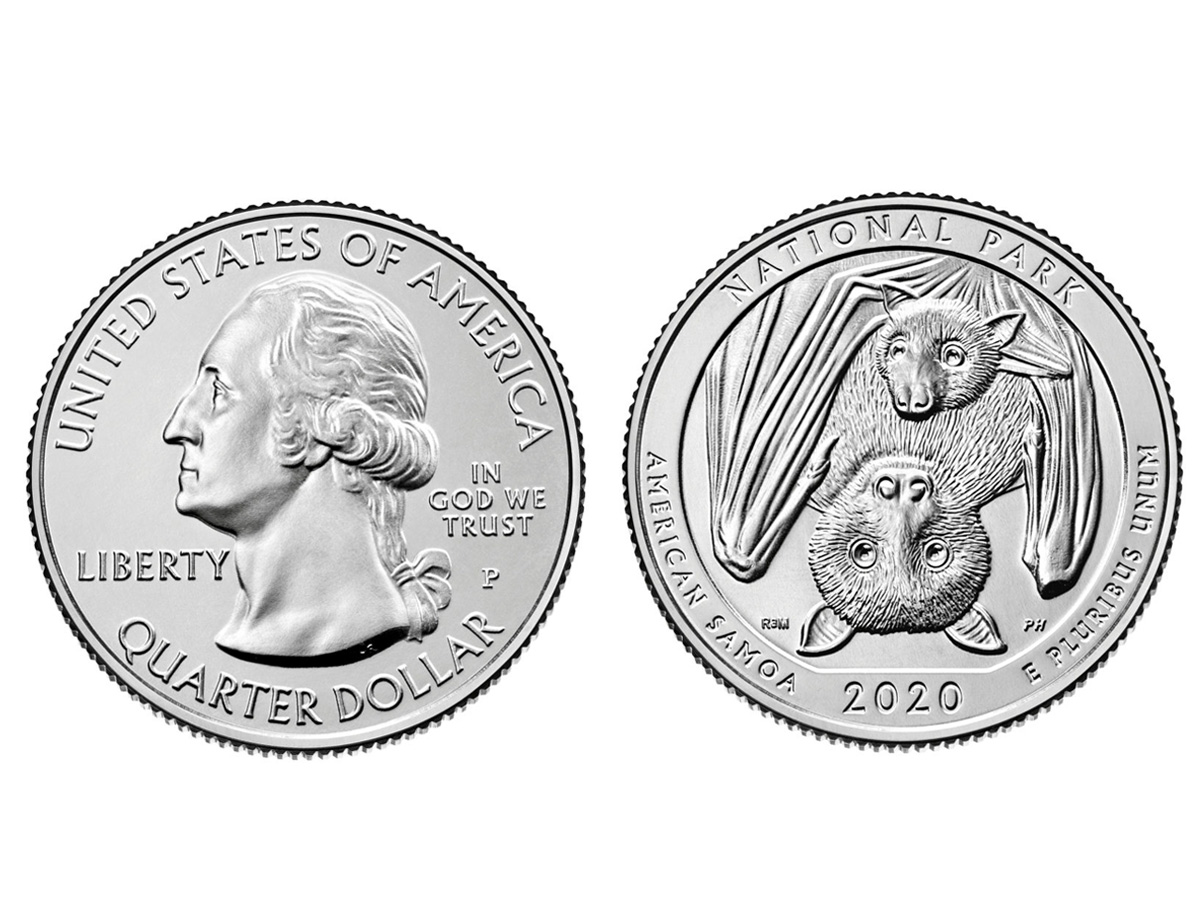
Квартал Американського Самоа 2020 із зображенням летючої лисиці Самоа

У 2018 році Монетний двір США розробив кілька проєктів-кандидатів для кварталу Національного парку Американського Самоа у 2020 році для серії «Прекрасна Америка». На одному з малюнків зображено знайоме зображення Джорджа Вашингтона Джона Фланагана, яке використовується на чверті (голови) з 1932 року. У (хвостиках) кварталу зображено самоанську матір плодового кажана, яка висить на дереві зі своїм дитинчам. Зображення демонструє надзвичайну турботу та енергію, які цей вид вкладає у своє потомство. Цей дизайн призначений для підвищення обізнаності про загрозливий статус цього виду через втрату середовища існування та комерційне полювання. Кажани на монетах були розроблені Річардом Мастерсом, який працював почесним професором на факультеті мистецтв Ошкошського університету Вісконсина. Дизайни були відібрані Консультативним комітетом громадянського карбування (CCAC) і Комісією з образотворчого мистецтва (CFA). Монета була випущена в обіг у лютому 2020 року.